# Дэви, Челси
Челси Ивонна Дэйви (англ. Chelsy Yvonne Davy; 13 октября 1985 года, Булавайо, Зимбабве) — предпринимательница, девушка принца Гарри Уэльского с конца 2004 по июль 2010 года.

## Биография
Челси родилась 13 октября 1985 года в Булавайо Зимбабве, где её отец — Чарльз Дэйви владеет прибыльным сафари-бизнесом. По некоторым сведениям он был связан с диктатором Зимбабве Робертом Мугабе. Мама Челси — Беверли Дональд — победила в конкурсе красоты Мисс Родезия (теперь Зимбабве) и снималась в рекламных роликах «Кока-колы». Родители Челси поженились в 1981 году. У Челси есть младший брат — Шон, который учится в Университете Кейптауна.

### Образование
Окончила частную школу для девочек в Булавайо, училась в частной школе в Англии (Cheltenham Ladies College), затем, в 2006 году, окончила Университет Кейптауна по специальности «Экономика». В том же году было объявлено, что Челси собирается поступить в Университет Бристоля (недалеко от военного училища Гарри), чтобы изучать политику, однако в итоге она взяла «отпуск», чтобы путешествовать по миру вместе с братом, Шоном. Большую часть зимы провела в США. Осенью 2007 года переезжает в Англию, чтобы учиться в Университете Лидса и быть ближе к Гарри. Окончила университет в 2009 году со степенью Бакалавра Права.
После окончания проходила практику в ведущей юридической фирме Великобритании — Allen & Overy. Там же ей предложили первый контракт с октября 2010 года, однако уже в июне 2010, во время летнего отпуска дома, Челси объявила о том, что не намерена возвращаться в Англию.
Во время Чемпионата мира по футболу 2010 в Кейптауне устраивала вечеринки для представителей сборной Англии, в том числе для принцев.
В 2006 году Челси впервые попала в список Самых влиятельных блондинок журнала Tatler (2 место).

### Карьера

#### Ювелирное дело
После обучения в Геммологическом институте Америки, Дэйви запустила ювелирный бренд Aya в июле 2016 года.

#### Организация путешествий
В 2020 году, в интервью журналу Tatler, Дэйви объявила, что Aya расширяет свою деятельность и выходит на рынок роскошных путешествий, предлагая организацию отдыха в Африке. Вскоре она объявила о запуске Aya Africa на Instagram.

## Связь с принцем Гарри
Челси и Гарри знали друг друга с детства, когда Челси училась в школе по соседству (Cheltenham Ladies College). Однако роман начался только в 2004 году, когда они встретились в Южной Африке, где Гарри побывал во время визита в Африку для поддержки благотворительной организации в защиту больных СПИДом в Лесото, а Челси училась в Университете Кейптауна. Предполагается, что они были представлены друг другу общими друзьями. За время общения они несколько раз объявляли о расставании и вновь сходились:
- расстались в ноябре 2007[11].
- сошлись через несколько месяцев
- расстались в январе 2009, после возвращения Гарри из Афганистана[12]. Весной 2009 Челси некоторое время встречалась со строительным девелопером Дэном Филипсоном (англ. Dan Philipson)[13], а летом с банкиром Домиником Роуз (англ. Dominic Rose)[14].
- снова сошлись в сентябре 2009[15].
- расстались летом 2010[4]. Челси решает вернуться в Африку.

Принц Гарри пригласил Челси на свадьбу своего брата Уильяма, которая состоялась 29 апреля 2011 года. После свадьбы Челси заявила, что не готова стать женой принца — «такая жизнь не для меня». В мае 2018 года Дэйви была гостьей на свадьбе Гарри и американской актрисы Меган Маркл.
Встречалась с Мэтью Миллсом, сыном британского политика от лейбористской партии Тессы Джоуэлл.  Джоуэлл занимала ряд ключевых постов (министр здравоохранения, министр образования, министр культуры, медиа и спорта) в правительствах Тони Блэра и Гордона Брауна с 1997 по 2010 год .
C 2022 года Челси замужем за владельцем отелей Сэмом Катмор-Скоттом, братом актёра Джека Катмор-Скотта. У них есть сын Лео, родившийся в 2022 году, и дочь Хлоя, родившаяся в 2024 году.